# Johnsonina eriomma
Johnsonina eriomma is een  straalvinnige vissensoort uit de familie van driepootvissen (Triacanthodidae). De wetenschappelijke naam van de soort is voor het eerst geldig gepubliceerd in 1934 door Myers.
De soort staat op de Rode Lijst van de IUCN als niet bedreigd, beoordelingsjaar 2009.